# Erich Krenkel
Erich Krenkel (* 4. Dezember 1880 in Reichenau; † 1964) war ein deutscher Geologe und Professor an der Universität Leipzig.

## Lebenslauf
Krenkel studierte Jura und Geologie. 1905 erfolgte die Promotion zum Dr. jur. an der Universität Leipzig über Das Polizeiverordnungsrecht in Sachsen.
1909 folgte die Promotion zum Dr. phil. in Geologie/Paläontologie an der Universität München über Die untere Kreide von Deutsch-Ostafrika. 1912 erfolgte die Habilitation für Geologie und Paläontologie an der Universität Leipzig mit der Arbeit: Die Kelloway-Fauna von Popilani in Litauen. 1912 bis 1918 war er Privatdozent für Geologie und Paläontologie an der Universität Leipzig, 1918 bis 1926 nichtplanmäßiger außerordentlicher Professor für Geologie und Paläontologie und 1926 bis 1945 planmäßiger außerordentlicher Professor für Angewandte Geologie. Er gehört im August 1912 zu den 34 Gründungsmitgliedern der Paläontologischen Gesellschaft. 1914 bis 1917 nahm er am Ersten Weltkrieg in Deutsch-Ostafrika teil, wobei er die Münzstätte in Tabora mit errichtete. 1917 geriet er in Kriegsgefangenschaft und wurde in der Schweiz interniert. Im November 1933 unterzeichnete er das Bekenntnis der Professoren an den deutschen Universitäten und Hochschulen zu Adolf Hitler.
1945 evakuierte die US-Armee Krenkel nach Weilburg/Lahn, darauf lehrte er privat weiter in Ahausen (Weilburg).

## Publikationen (Auswahl)
- Geologie Afrikas, 3 Bde., Berlin 1925–1939.
- Die Bodenschätze Deutschlands, Berlin 1932.
- Geologie der deutschen Kolonien in Afrika, Berlin 1939.